# 沈阳市第五人民医院
沈阳市第五人民医院 (英語：The Fifth People's Hospital Of Shenyang)，创立于1955年，是一所集医疗、科研、教学、预防、保健、康复为一体的大型综合三级甲等医院，位于中华人民共和国辽宁省沈阳市铁西区兴顺街188号，占地面积3.6万平方米，拥有床位800张，职工1261人。